# CD 말라가
클루브 데포르티보 말라가(스페인어: Club Deportivo Málaga, 말라가 체육단)는 안달루시아 지방 말라가를 연고로 하는 스페인의 축구단이었다. 말라가는 라 리가에서 20시즌을 보냈었다.

## 역사
구단의 창단은 1904년으로 거슬러 올라가는데, 말라가 축구단(Málaga Football Club)으로 불리는 구단이 말라가에서 첫 경기를 치렀다. 지역의 맞수 말라게뇨 축구단(Football Club Malagueño)이 얼마 후에 창단되었고, 두 선수단은 경쟁을 이어나가다가 하나의 구단으로 통합되기에 이루었는데, 상대적으로 부유하고 강성한 선수단을 보유했던 말라게뇨 축구단의 뼈대가 되었다. 1933년 4월 12일, 말라게뇨 축구단은 말라시타노 체육단(Club Deportivo Malacitano)으로 개칭하고 1934년에 세군다 디비시온에 처음으로 등장하였는데, 당시 리그 규모가 10개 구단이 참가하는 리그에서 24개 구단이 참가하는 리그로 확대되었다.
1941년, 구단의 명칭이 다시 말라가 체육단(Club Deportivo Málaga)으로 개칭되었다. 1960년에 3부 리그에서의 마지막 해를 보낸 후, 말라가는 주요 스페인 축구 리그에서 자주 오르락내리락 거리는 것으로 알려졌고, 라 리가 최고 성적은 1971-72 시즌과 1973-74 시즌에 기록한 7위였다.
말라가 체육단은 극복할 수 없는 재정난에 휩쓸려 2부 리그에 속해있다가 강등당한 1991-92 시즌을 끝으로 해체되었다. 이전까지 말라게뇨 체육단으로 알려진 2군 선수단인 말라가 클루브 데 푸트볼은 독립하여 해체를 피하였고, 말라가 체육단의 영적 계승자가 되었고 그 계보를 이어가게 되었다. 말라가 클루브 데 푸트볼은 현재 클루브 데포르티보 말라가와 법적 연관성이 있는 동일한 구단으로 스페인 왕립 축구 연맹과 스페인 프로축구연맹에 승인받기 위해 절차를 밟고 있다.

## 시즌별 기록
- 말라게뇨 축구단의 명칭으로

| 시즌    | 리그 | 리그명 | 순위 | 코파 델 레이 |
| ------- | ---- | ------ | ---- | ------------ |
| 1929/30 | 3    | 3부    | 2위  |              |
| 1930/31 | 3    | 3부    | 2위  |              |
| 1931/32 | 3    | 3부    | 3위  |              |
| 1932/33 | 3    | 3부    | 1위  |              |

- 말라시타노 체육단의 명칭으로

| 시즌    | 리그 | 리그명 | 순위 | 코파 델 레이 |
| ------- | ---- | ------ | ---- | ------------ |
| 1933/34 | 3    | 3부    | 3위  |              |
| 1934/35 | 2    | 2부    | 5위  | 5라운드      |
| 1935/36 | 2    | 2부    | 5위  | 3라운드      |
| 1939/40 | 2    | 2부    | 3위  | 1라운드      |
| 1940/41 | 2    | 2부    | 5위  | 3라운드      |

- 말라가 체육단의 명칭으로

| 시즌    | 리그 | 리그명 | 순위 | 코파 델 레이 |
| ------- | ---- | ------ | ---- | ------------ |
| 1941/42 | 2    | 2부    | 4위  | 32강         |
| 1942/43 | 2    | 2부    | 5위  | 32강         |
| 1943/44 | 3    | 3부    | 1위  |              |
| 1944/45 | 3    | 3부    | 2위  |              |
| 1945/46 | 3    | 3부    | 1위  |              |
| 1946/47 | 2    | 2부    | 9위  | 16강         |
| 1947/48 | 2    | 2부    | 4위  | 6라운드      |
| 1948/49 | 2    | 2부    | 2위  | 5라운드      |
| 1949/50 | 1    | 1부    | 12위 | 16강         |
| 1950/51 | 1    | 1부    | 13위 |              |
| 1951/52 | 2    | 2부    | 1위  | 8강          |
| 1952/53 | 1    | 1부    | 15위 |              |
| 1953/54 | 2    | 2부    | 3위  |              |
| 1954/55 | 1    | 1부    | 16위 |              |
| 1955/56 | 2    | 2부    | 11위 |              |
| 1956/57 | 2    | 2부    | 5위  |              |
| 1957/58 | 2    | 2부    | 14위 |              |
| 1958/59 | 2    | 2부    | 15위 | 1라운드      |

| 시즌    | 리그 | 리그명 | 순위 | 코파 델 레이 |
| ------- | ---- | ------ | ---- | ------------ |
| 1959/60 | 3    | 3부    | 1위  |              |
| 1960/61 | 2    | 2부    | 12위 | 1라운드      |
| 1961/62 | 2    | 2부    | 2위  | 16강         |
| 1962/63 | 1    | 1부    | 16위 | 8강          |
| 1963/64 | 2    | 2부    | 9위  | 32강         |
| 1964/65 | 2    | 2부    | 2위  | 1라운드      |
| 1965/66 | 1    | 1부    | 13위 | 16강         |
| 1966/67 | 2    | 2부    | 1위  | 32강         |
| 1967/68 | 1    | 1부    | 10위 | 16강         |
| 1968/69 | 1    | 1부    | 14위 | 8강          |
| 1969/70 | 2    | 2부    | 2위  | 32강         |
| 1970/71 | 1    | 1부    | 9위  | 8강          |
| 1971/72 | 1    | 1부    | 7위  | 5라운드      |
| 1972/73 | 1    | 1부    | 10위 | 4강          |
| 1973/74 | 1    | 1부    | 7위  | 5라운드      |
| 1974/75 | 1    | 1부    | 16위 | 16강         |
| 1975/76 | 2    | 2부    | 3위  | 16강         |
| 1976/77 | 1    | 1부    | 18위 | 3라운드      |

| 시즌    | 리그 | 리그명 | 순위 | 코파 델 레이 |
| ------- | ---- | ------ | ---- | ------------ |
| 1977/78 | 2    | 2부    | 13위 | 3라운드      |
| 1978/79 | 2    | 2부    | 2위  | 4라운드      |
| 1979/80 | 1    | 1부    | 18위 | 4라운드      |
| 1980/81 | 2    | 2부    | 6위  | 2라운드      |
| 1981/82 | 2    | 2부    | 3위  | 16강         |
| 1982/83 | 1    | 1부    | 10위 | 4라운드      |
| 1983/84 | 1    | 1부    | 9위  | 4라운드      |
| 1984/85 | 1    | 1부    | 16위 | 3라운드      |
| 1985/86 | 2    | 2부    | 11위 | 4라운드      |
| 1986/87 | 2    | 2부    | 6위  | 3라운드      |
| 1987/88 | 2    | 2부    | 1위  | 4라운드      |
| 1988/89 | 1    | 1부    | 16위 | 32강         |
| 1989/90 | 1    | 1부    | 17위 | 16강         |
| 1990/91 | 2    | 2부    | 4위  | 5라운드      |
| 1991/92 | 2    | 2부    | 18위 | 5라운드      |

- 라 리가에 20시즌
- 세군다 디비시온에 31시즌
- 테르세라 디비시온에 9시즌

## 수상
- 세군다 디비시온 우승 3회
  - 우승: 1951–52, 1966–67, 1987–88
- 테르세라 디비시온 우승 3회
  - 우승: 1943–44, 1945–46, 1959–60

## 국가대표팀에 차출된 과거 선수
| - 세바스티안 비베르티 - 시릴 마카나키 - 알베이로 우수리아가 - 미겔 게레로 - 루카 보나치치 - 심 크리스토프테 - 욘 라우리센 - 압달라 벤 바레크 - 안토니오 카브랄 - 세바스티안 플레이타스 - 페드로 바산 | - 후안 안토니오 데우스토 - 헤수스 가라이 - 페드로 루이스 하로 - 후아니토 - 안토니오 마타 - 파키토 - 미겔 라모스 바르가스 - 에스테반 비고 - 구스타보 마토사스 - 페르티 얀투넨 |

## 유명 감독
- 엘레니오 에레라
- 오투 붐베우
- 컬마르 예뇌
- 쿠벌러 라슬로
- 도메네크 발마냐
- 안토니오 베니테스
- 마르셀 도밍고
- 리카르도 사모라
- 호세 마리아 사라가
- 밀로라드 파비치